# Tetraria microstachys
Tetraria microstachys är en halvgräsart som först beskrevs av Vahl, och fick sitt nu gällande namn av Hans Heinrich Pfeiffer. Tetraria microstachys ingår i släktet Tetraria och familjen halvgräs. Inga underarter finns listade i Catalogue of Life.